# Bileća (Danilovgrad)
Pour les articles homonymes, voir Bileća (homonymie).
Bileća (en serbe cyrillique : Билећа) est un village du centre du Monténégro, dans la municipalité de Danilovgrad.

## Démographie

### Évolution historique de la population
| 1948 | 1953 | 1961 | 1971 | 1981 | 1991 | 2003 |
| ---- | ---- | ---- | ---- | ---- | ---- | ---- |
| 80   | 93   | 74   | 79   | 60   | 19   | 91   |